# Rajiv Jain
Pour les articles homonymes, voir Jain.
 (mai 2018).
Rajiv Jain  est un directeur de la photographie né en 1964 à Lucknow (Uttar Pradesh, Inde). En tant que directeur de la photographie il a travaillé avec des réalisateurs reconnus tels Ketan Mehta ou Satish Kaushik.

## Biographie
De 1981 à 1983, il suivit des études au sein du Université intégrale de Lucknow, à Lucknow. À la suite de l'obtention de son diplôme du Bhartendu Academy of Dramatic Arts (BNA), à  Lucknow en 1985, il entre au Films de Bollywood Mumbai.

## Filmographie

### comme directeur de la photographie
- 1993 : Tara
- 1994 : Sadma
- 1995 : Ek Se Badhkar Ek
- 1996 : Army (1996 film)
- 1997 : Shri Satyanarayan Vrat Katha
- 1998 : Chashme Baddoor
- 1999 : Pyaar Mein Kabhi Kabhi
- 2002 : Badhaai Ho Badhaai
- 2005 : Baa Bahoo Aur Baby
- 2006 : Heartbeat FM
- 2006 : Ras Star
- 2007 : Kadachit
- 2008 : Meerabai Not Out
- 2009 : Aiyyo Paaji!
- 2012 : Ajintha
- 2013 : Mzungu
- 2013 : Sona Spa
- 2014 : Rama Madhav
- 2015 : Manjhi - The Mountain Man
- 2017 : The Wishing Tree
- 2018 : Truckbhar Swapna

## Distinctions
'RAjiv Jain a obtenu les distinctions suivantes :
Directeur de la photographie
- 2002: Badhaai Ho Badhaai

Zee Cine Award for Best Cinematography
- 2002: Badhaai Ho Badhaai

Screen Award for Best Cinematography
- 2015: Manjhi - The Mountain Man

Producers Guild Film Awards